# WAV
فرمت فایل صوتی شکل‌موج (WAVE یا WAV به‌دلیل پسوند نام فایل آن؛ تلفظ به‌صورت «وِیو» یا «وِو») یک استاندارد فرمت فایل صوتی می‌باشد که توسط آی‌بی‌ام و مایکروسافت برای ذخیره یک جریان بیت صوتی در رایانه‌های شخصی طراحی شده‌است. این فرمت، فرمت اصلی استفاده شده در سیستم‌های مایکروسافت ویندوز برای فایل صوتی فشرده‌نشده می‌باشد. رمزگذاری معمول جریان بیت این فرمت، مدولاسیون کد پالس خطی (LPCM) است. 